# Āʾīn-i Akbarī
Das Ā'īn-i Akbarī (persisch آئين اکبری, DMG Āʾīn-i Akbarī, „Institutionen Akbars“) ist der dritte Teil des Akbar-nāma, das der Gelehrte Abū 'l-Fazl Allāmī für den Mogulherrscher Akbar verfasst und im Jahre 1598 vollendet hat. Das fünfbändige Werk enthält eine enzyklopädische Beschreibung nahezu aller Belange des Mogulreiches, wobei dem Hinduismus ein eigener Teilband gewidmet ist. Durch seine einzigartige Fülle an statistischen Daten und Sachinformationen ist das Ā'īn-i Akbarī von größter Bedeutung für die Historiographie der Mogulzeit. Das Ā'īn-i Akbarī bietet eine Fülle von Sachinformationen, die vor allem zeigen sollen, dass Akbar über jedes Detail in seinem Reich genauestens informiert ist und alles aufs Beste geregelt hat, so dass seine Untertanen in einem goldenen Zeitalter des Friedens und der Gerechtigkeit leben.

## Die fünf Bücher desĀ'īn-i Akbarī

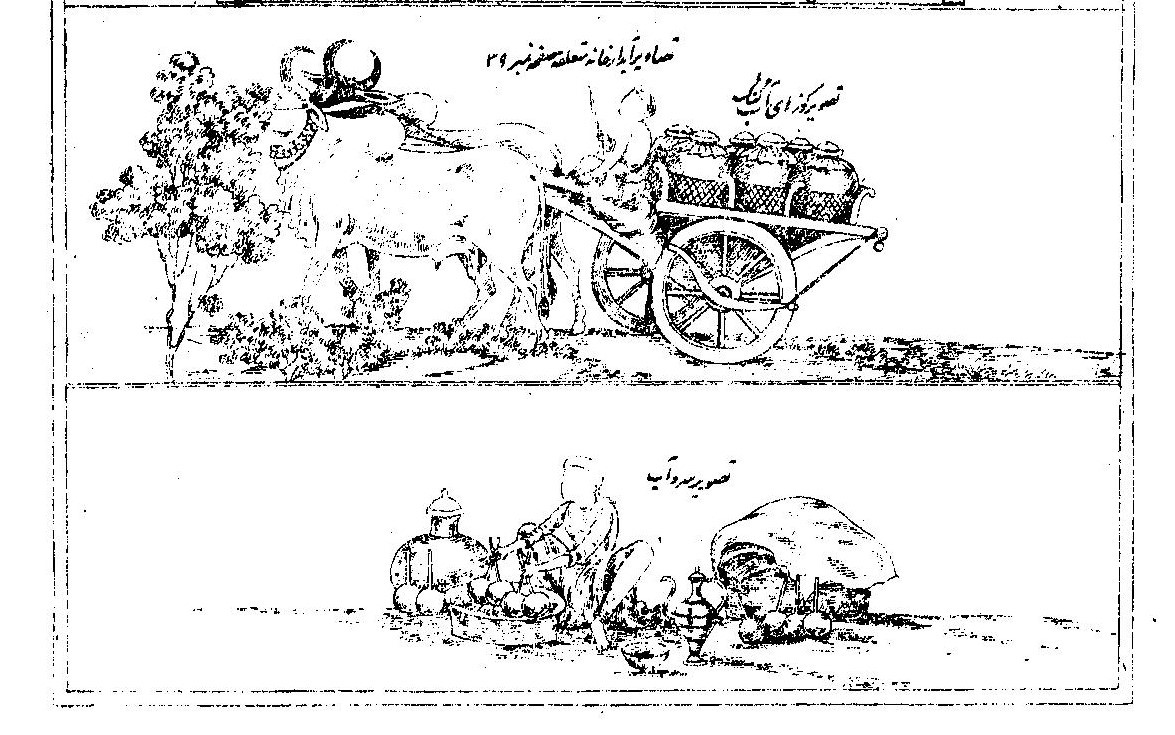
Illustration aus der Edition des Ā'īn-i Akbarī von Sayyid Ahmad Khan. Oben: Transport von Kannen mit Gangeswasser für Akbar. Unten: Kühlen von Trinkwasser mit Salpeter.

### Erstes Buch: Der kaiserliche Haushalt
Im ersten Band geht es um den kaiserlichen Haushalt (persisch manzil) im weitesten Sinne. Als erstes nennt Abū 'l-Fazl den Staatsschatz und alles, was damit zusammenhängt: die Klassifizierung von Edelsteinen und Perlen, die Gewinnung und Verarbeitung von Edelmetallen, die kaiserliche Münze und die im Umlauf befindlichen Zahlungsmittel. Zum Haushalt gehören auch der private Bereich des Herrschers (Harem), die Küche und die dort verwendeten Lebensmittel, die Kleiderkammern, die Bibliothek mit den Werkstätten für die Produktion von Büchern, das Arsenal und die Stallungen. Erwähnung finden überdies die Regeln für die Zulassung zum Hof, die Etikette und die kaiserlichen Insignien. Informationen über die Kosten von Baumaterialien und Handwerkern schließen den ersten Band ab.

### Zweites Buch: Die Armee
Das zweite Buch des Ā'īn-i Akbarī ist der Armee (persisch sipāh) gewidmet. Hierin geht um verschiedene Einheiten und Ränge, Tiere in der Armee und ihr Futterverbrauch, um die Arten der Besoldung und um die Aufgaben der Chronisten, die nicht nur das Tagesgeschehen, sondern auch die Höhe der vergebenen Mansabs, Lehen, Gehälter, Geschenke usw. zu vermerken haben. Einige Kapitel sind der Jagd gewidmet, weitere diversen Freizeitbeschäftigungen. Den Abschluss des Buches bilden mehrere Listen mit den wichtigsten Persönlichkeiten des Reiches: zunächst die Männer des Heeres, die nach der Höhe ihres Mansab aufgezählt sind, danach die Gelehrten, dann die Dichter und schließlich die Musiker.

### Drittes Buch: Die Reichsverwaltung
Der dritte Band befasst sich mit dem Reich (persisch mulk) und seiner Verwaltung. Abū 'l-Fazl stellt zunächst, nach einem Exkurs über verschiedene Zeitrechnungen, Akbars neuen Sonnenkalender vor, der im Jahre 1584 eingeführt wurde. Danach beschreibt er die Hierarchie der Verwaltungsbeamten und ihre Aufgaben, erklärt die unterschiedlichen Qualitäten von Ackerland und erwähnt die aktuellen Längen- und Flächenmaße. Das Ā'īn 14 enthält umfangreiche Statistiken über das Steueraufkommen des Reiches zwischen 1561 und 1580, aus denen auch die Arten der angebauten Feldfrüchte hervorgehen. Den Rest und zugleich den größten Teil des Buches nimmt eine enzyklopädische Darstellung der zwölf Provinzen, (persisch subah), ihrer Unterprovinzen und Städte ein, die um 1595 zum Mogulreich gehörten. 

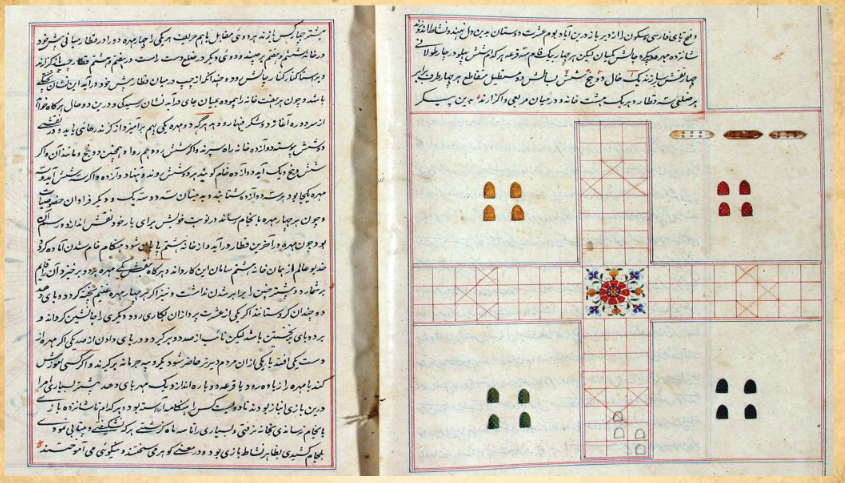
Chaupar aus einem Ā'īn-i Akbarī-Manuskript, das H.Blochmann für seine Edition verwendet hat.

### Viertes Buch: Die Religion der Inder
Der vierte Band des Ā'īn-i Akbarī ist im Wesentlichen eine ausführliche Beschreibung der Religion, Philosophie und Wissenschaften der Inder. Im Vorwort erklärt Abū 'l-Fazl, dass er mit diesem Band die informative Grundlage für eine Begegnung mit den indischen Glaubenslehren liefern will, um auf diese Weise unter Muslimen verbreitete Missverständnisse zu beseitigen und den Weg zum Frieden zu ebnen. Der Leser erfährt zunächst etwas über Kosmogonie und Kosmographie, Kastenwesen, Sprachen, einige typisch indische Tiere und verschiedene Gewichte. Ein langes Kapitel stellt die sechs orthodoxen Systeme der klassischen indischen Philosophie, die sechs Darshanas, vor. Die heterodoxen Systeme der indischen Philosophie, die auch den Jainismus und den Buddhismus umfassen, finden ebenfalls Erwähnung. Es folgt eine Übersicht über die Achtzehn Wissenschaften und ihre Untergruppen. Hierzu gehören beispielsweise die vier Veden und die sechs Vedangas. Besonders viel Raum gibt der Autor dem Karma-Vipaka, in dem aktuelle Lebensumstände oder Krankheiten als Folgen von bestimmten Handlungen in früheren Leben erklärt und vorzugsweise magische Praktiken oder Sühneriten zur Tilgung des schlechten Karmas empfohlen werden. Er nennt im Folgenden noch verschiedene Formen der Divination und beschreibt in Kürze einige Inhalte der Kamashastra-Literatur. Nach einem Kapitel über die Kunstdichtung geht Abū 'l-Fazl auf Gesang, Musik und Tanz ein. Es gibt Ausführungen über die Rechte und Pflichten eines Königs und die Rechtspflege allgemein. Das religiöse Leben mit seinen Geboten und Verboten, die zehn Avataras von Vishnu und eine Aufzählung der heiligen Pilgerorte schließen die Informationen zum Hinduismus ab. Bevor das vierte Buch des Ā'īn-i Akbarī endet, hat Abū 'l-Fazl noch ein Kapitel über berühmte mythologische und historische Persönlichkeiten, die in Indien waren, und ein weiteres über bedeutende Sufis in Indien eingefügt.

### Fünftes Buch: Aussprüche Akbars
Das fünfte Buch ist vergleichsweise kurz. Es besteht aus einer Sammlung von Aussprüchen Akbars, einem Schlusswort des Autors und einem ausführlichen Lebensbericht desselben.